# Jours fériés dans l'Union européenne

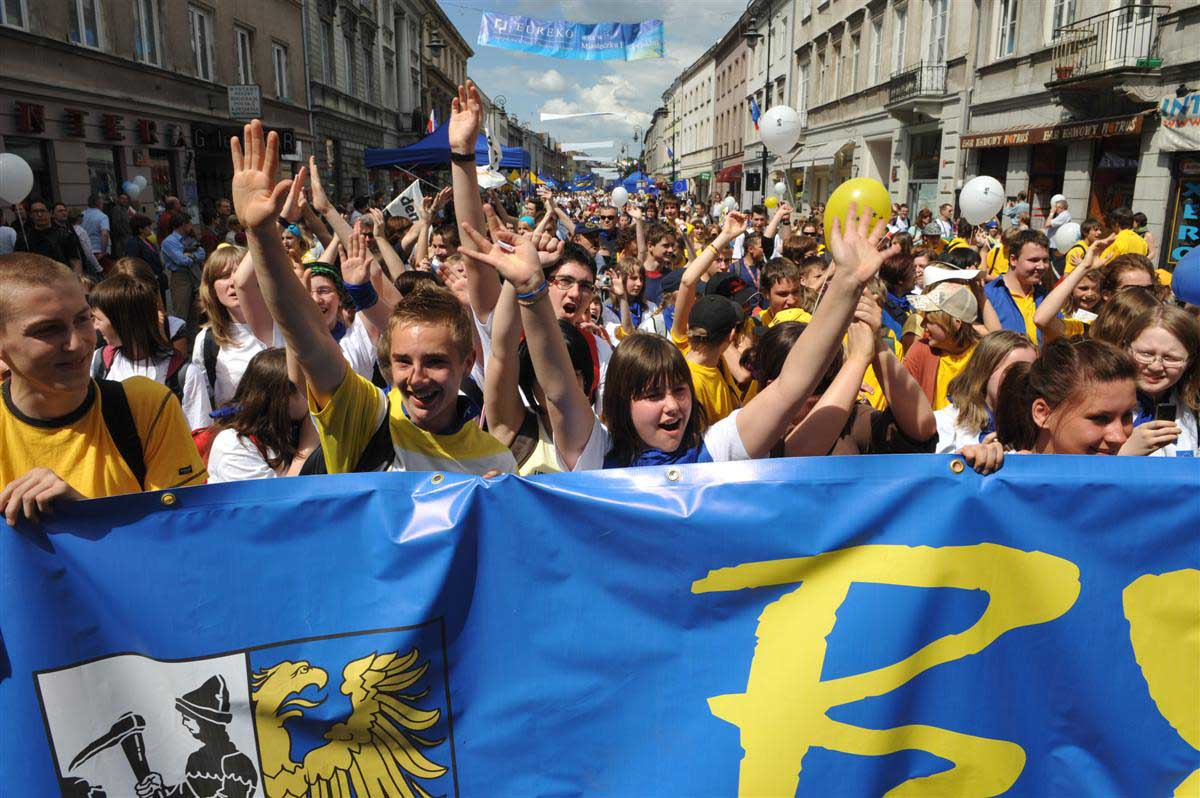
Défilé Schuman à Varsovie.

Il n'y a pas d'harmonisation des jours fériés dans l'Union européenne car, bien qu'un certain nombre de dates se recoupent, ceux-ci restent très variés tant en quantité qu'en répartition dans le calendrier.
Il existe une « fête » européenne, la journée de l'Europe, qui a lieu le 9 mai pour l'anniversaire de la déclaration Schuman mais cette journée n'est pas un jour férié au niveau européen et national.

## Jours fériés dans l'Union
| Nom | Date                                                                   | États membres où la fête est officielle | États membres où la fête est officielle | États membres où la fête est officielle | États membres où la fête est officielle | États membres où la fête est officielle | États membres où la fête est officielle | États membres où la fête est officielle | États membres où la fête est officielle | États membres où la fête est officielle | États membres où la fête est officielle | États membres où la fête est officielle | États membres où la fête est officielle | États membres où la fête est officielle | États membres où la fête est officielle | États membres où la fête est officielle | États membres où la fête est officielle | États membres où la fête est officielle | États membres où la fête est officielle | États membres où la fête est officielle | États membres où la fête est officielle | États membres où la fête est officielle | États membres où la fête est officielle | États membres où la fête est officielle | États membres où la fête est officielle | États membres où la fête est officielle | États membres où la fête est officielle | États membres où la fête est officielle |
| Nom | Date                                                                   | All.                                    | Aut.                                    | Bel.                                    | Bul.                                    | Chy.                                    | Cro.                                    | Dan.                                    | Esp.                                    | Est.                                    | Fin.                                    | Fra.                                    | Grè.                                    | Hon.                                    | Irl.                                    | Ital.                                   | Lett.                                   | Lit.                                    | Lux.                                    | Malte                                   | P.-B.                                   | Pol.                                    | Por.                                    | Tch.                                    | Rou.                                    | Slvq.                                   | Slvn.                                   | Suède                                   |
| --- | ---------------------------------------------------------------------- | --------------------------------------- | --------------------------------------- | --------------------------------------- | --------------------------------------- | --------------------------------------- | --------------------------------------- | --------------------------------------- | --------------------------------------- | --------------------------------------- | --------------------------------------- | --------------------------------------- | --------------------------------------- | --------------------------------------- | --------------------------------------- | --------------------------------------- | --------------------------------------- | --------------------------------------- | --------------------------------------- | --------------------------------------- | --------------------------------------- | --------------------------------------- | --------------------------------------- | --------------------------------------- | --------------------------------------- | --------------------------------------- | --------------------------------------- | --------------------------------------- |
| Jour de l’an                                                                                            | 1er janvier                                                            |                                         |                                         |                                         |                                         |                                         |                                         |                                         |                                         |                                         |                                         |                                         |                                         |                                         |                                         |                                         |                                         |                                         |                                         |                                         |                                         |                                         |                                         |                                         |                                         |                                         |                                         |                                         |
| Lendemain du Jour de l’an                                                                               | 2 janvier                                                              | —                                       | —                                       | —                                       | —                                       | —                                       | —                                       | —                                       | —                                       | —                                       | —                                       | —                                       | —                                       | —                                       | —                                       | —                                       | —                                       | —                                       | —                                       | —                                       | —                                       | —                                       | —                                       | —                                       |                                         | —                                       |                                         | —                                       |
| Épiphanie fête chrétienne occidentale / Théophanie du baptême du Christ, fête orthodoxe / Noël arménien | 6 janvier                                                              | [ N 1 ]                                 |                                         | —                                       | —                                       | [ N 2 ]                                 |                                         | —                                       | [ N 1 ]                                 | —                                       |                                         | —                                       |                                         | —                                       | —                                       |                                         | —                                       | —                                       | —                                       | —                                       | —                                       |                                         | —                                       | —                                       | —                                       |                                         | —                                       |                                         |
| Fête nationale                                                                                          | 15 mars                                                                | —                                       | —                                       | —                                       | —                                       | —                                       | —                                       | —                                       | —                                       | —                                       | —                                       | —                                       | —                                       |                                         | —                                       | —                                       | —                                       | —                                       | —                                       | —                                       | —                                       | —                                       | —                                       | —                                       | —                                       | —                                       | —                                       | —                                       |
| Vendredi saint                                                                                          | Date variable (entre le 20 mars et le 23 avril)                        |                                         |                                         | —                                       | —                                       | —                                       | —                                       |                                         |                                         |                                         |                                         | [ N 3 ]                                 | —                                       |                                         | —                                       | —                                       |                                         | —                                       | —                                       |                                         |                                         | —                                       |                                         |                                         | —                                       |                                         | —                                       |                                         |
| Pâques (Dimanche)                                                                                       | Date variable (entre le 22 mars et le 25 avril)                        |                                         |                                         |                                         | —                                       | —                                       |                                         |                                         |                                         |                                         |                                         |                                         | —                                       |                                         |                                         |                                         |                                         |                                         |                                         |                                         |                                         |                                         |                                         |                                         | —                                       |                                         |                                         |                                         |
| Lundi de Pâques / Fête de l’Esprit Saint                                                                | Date variable (entre le 23 mars et le 26 avril)                        |                                         |                                         |                                         | —                                       | —                                       |                                         |                                         | [ N 1 ]                                 | —                                       |                                         |                                         | —                                       |                                         |                                         |                                         |                                         |                                         |                                         | —                                       |                                         |                                         | —                                       |                                         | —                                       |                                         |                                         |                                         |
| Vendredi saint julien                                                                                   | Date variable (entre le 2 avril et le 6 mai)                           | —                                       | —                                       | —                                       |                                         | [ N 4 ]                                 | —                                       | —                                       | —                                       | —                                       | —                                       | —                                       |                                         | —                                       | —                                       | —                                       | —                                       | —                                       | —                                       | —                                       | —                                       | —                                       | —                                       | —                                       |                                         | —                                       | —                                       | —                                       |
| Pâques juliennes (Dimanche)                                                                             | Date variable (entre le 4 avril et le 8 mai)                           | —                                       | —                                       | —                                       |                                         | [ N 4 ]                                 | —                                       | —                                       | —                                       | —                                       | —                                       | —                                       |                                         | —                                       | —                                       | —                                       | —                                       | —                                       | —                                       | —                                       | —                                       | —                                       | —                                       | —                                       |                                         | —                                       | —                                       | —                                       |
| Lundi de Pâques julien                                                                                  | Date variable (entre le 5 avril et le 9 mai)                           | —                                       | —                                       | —                                       |                                         | [ N 4 ]                                 | —                                       | —                                       | —                                       | —                                       | —                                       | —                                       |                                         | —                                       | —                                       | —                                       | —                                       | —                                       | —                                       | —                                       | —                                       | —                                       | —                                       | —                                       |                                         | —                                       | —                                       | —                                       |
| Fête du Travail / Fête des travailleurs                                                                 | 1er mai                                                                |                                         |                                         |                                         |                                         |                                         |                                         | —                                       |                                         |                                         |                                         |                                         |                                         |                                         | —                                       |                                         |                                         |                                         |                                         |                                         | —                                       |                                         |                                         |                                         |                                         |                                         |                                         |                                         |
| Victoire 1945                                                                                           | 8 mai                                                                  | —                                       | —                                       | —                                       | —                                       | —                                       | —                                       | —                                       | —                                       | —                                       | —                                       |                                         | —                                       | —                                       | —                                       | —                                       | —                                       | —                                       | —                                       | —                                       | —                                       | —                                       | —                                       |                                         |                                         |                                         | —                                       | —                                       |
| Journée de l'Europe                                                                                     | 9 mai                                                                  | —                                       | —                                       | —                                       | —                                       | —                                       | —                                       | —                                       | —                                       | —                                       | —                                       | —                                       | —                                       | —                                       | —                                       | —                                       | —                                       | —                                       |                                         | —                                       | —                                       | —                                       | —                                       | —                                       |                                         | —                                       | —                                       | —                                       |
| Jeudi de l’Ascension                                                                                    | Date variable (40e jour après Pâques, entre le 30 avril et le 3 juin)  |                                         |                                         |                                         | —                                       | —                                       | —                                       |                                         | —                                       | —                                       |                                         |                                         | —                                       | —                                       | —                                       | —                                       | —                                       | —                                       |                                         | —                                       |                                         | —                                       | —                                       | —                                       | —                                       | —                                       | —                                       |                                         |
| Jeudi de l’Ascension julien                                                                             | Date variable (40e jour après Pâques, entre le 14 mai et le 17 juin)   | —                                       | —                                       | —                                       | —                                       | —                                       | —                                       | —                                       | —                                       | —                                       | —                                       | —                                       | —                                       | —                                       | —                                       | —                                       | —                                       | —                                       | —                                       | —                                       | —                                       | —                                       | —                                       | —                                       |                                         | —                                       | —                                       | —                                       |
| Fête Nationale                                                                                          | 10 juin                                                                |                                         |                                         |                                         |                                         |                                         |                                         |                                         |                                         |                                         |                                         |                                         |                                         |                                         |                                         |                                         |                                         |                                         |                                         |                                         |                                         |                                         |                                         |                                         |                                         |                                         |                                         |                                         |
| Lundi de Pentecôte                                                                                      | Date variable (50e jour de Pâques, entre le 11 mai et le 14 juin)      |                                         |                                         |                                         | —                                       | —                                       | —                                       |                                         | —                                       | —                                       | —                                       |                                         | —                                       |                                         | —                                       | —                                       | —                                       | —                                       |                                         | —                                       |                                         | —                                       | —                                       | —                                       | —                                       | —                                       | —                                       | —                                       |
| Lundi de Pentecôte julien (Trinité)                                                                     | Date variable (50e jour de Pâque, entre le 24 mai et le 27 juin)       | —                                       | —                                       | —                                       | —                                       | [ N 4 ]                                 | —                                       | —                                       | —                                       | —                                       | —                                       | —                                       |                                         | —                                       | —                                       | —                                       | —                                       | —                                       | —                                       | —                                       | —                                       | —                                       | —                                       | —                                       |                                         | —                                       | —                                       | —                                       |
| Fête-Dieu / Corpus Christi (Jeudi)                                                                      | Date variable (60e jour après Pâques, entre le 3 juin et le 7 juillet) | [ N 1 ]                                 |                                         | —                                       | —                                       | —                                       |                                         | —                                       | —                                       | —                                       | —                                       | —                                       | —                                       | —                                       | —                                       | —                                       | —                                       | —                                       | —                                       | —                                       | —                                       |                                         |                                         | —                                       | —                                       | —                                       | —                                       | —                                       |
| Fête nationale                                                                                          | 14 juillet                                                             |                                         |                                         |                                         |                                         |                                         |                                         |                                         |                                         |                                         |                                         |                                         |                                         |                                         |                                         |                                         |                                         |                                         |                                         |                                         |                                         |                                         |                                         |                                         |                                         |                                         |                                         |                                         |
| Fête nationale                                                                                          | 21 juillet                                                             |                                         |                                         |                                         |                                         |                                         |                                         |                                         |                                         |                                         |                                         |                                         |                                         |                                         |                                         |                                         |                                         |                                         |                                         |                                         |                                         |                                         |                                         |                                         |                                         |                                         |                                         |                                         |
| Assomption / Dormition                                                                                  | 15 août                                                                | [ N 1 ]                                 |                                         |                                         | —                                       | [ N 5 ]                                 |                                         | —                                       |                                         | —                                       | —                                       |                                         |                                         | —                                       | —                                       |                                         | —                                       |                                         |                                         |                                         | —                                       |                                         |                                         | —                                       |                                         | —                                       |                                         | —                                       |
| Fête de Saint-Étienne                                                                                   | 20 août                                                                | —                                       | —                                       | —                                       | —                                       | —                                       | —                                       | —                                       | —                                       | —                                       | —                                       | —                                       | —                                       |                                         | —                                       | —                                       | —                                       | —                                       | —                                       | —                                       | —                                       | —                                       | —                                       | —                                       | —                                       | —                                       | —                                       | —                                       |
| Jour de l'unité                                                                                         | 3 octobre                                                              |                                         |                                         |                                         |                                         |                                         |                                         |                                         |                                         |                                         |                                         |                                         |                                         |                                         |                                         |                                         |                                         |                                         |                                         |                                         |                                         |                                         |                                         |                                         |                                         |                                         |                                         |                                         |
| Fête de la Révolution 1956                                                                              | 23 octobre                                                             | —                                       | —                                       | —                                       | —                                       | —                                       | —                                       | —                                       | —                                       | —                                       | —                                       | —                                       | —                                       |                                         | —                                       | —                                       | —                                       | —                                       | —                                       | —                                       | —                                       | —                                       | —                                       | —                                       | —                                       | —                                       | —                                       | —                                       |
| Toussaint                                                                                               | 1er novembre                                                           | [ N 1 ]                                 |                                         |                                         | —                                       | —                                       |                                         | —                                       |                                         | —                                       | —                                       |                                         | —                                       |                                         | —                                       |                                         | —                                       |                                         |                                         | —                                       | —                                       |                                         |                                         | —                                       | —                                       |                                         |                                         | —                                       |
| Toussaint (Samedi)                                                                                      | Date variable (entre le 31 octobre et le 6 novembre)                   | —                                       | —                                       | —                                       | —                                       | —                                       | —                                       | —                                       | —                                       | —                                       |                                         | —                                       | —                                       | —                                       | —                                       | —                                       | —                                       | —                                       | —                                       | —                                       | —                                       | —                                       | —                                       | —                                       | —                                       | —                                       | —                                       |                                         |
| Armistice 1918                                                                                          | 11 novembre                                                            | —                                       | —                                       |                                         | —                                       | —                                       | —                                       | —                                       | —                                       | —                                       | —                                       |                                         | —                                       | —                                       | —                                       | —                                       | —                                       | —                                       | —                                       | —                                       | —                                       |                                         | —                                       | —                                       |                                         | —                                       | —                                       | —                                       |
| Immaculée conception                                                                                    | 8 décembre                                                             | —                                       |                                         | —                                       | —                                       | —                                       | —                                       | —                                       |                                         | —                                       | —                                       | —                                       | —                                       | —                                       | —                                       |                                         | —                                       | —                                       | —                                       |                                         | —                                       | —                                       |                                         | —                                       | —                                       | —                                       | —                                       | —                                       |
| Veille de Noël                                                                                          | 24 décembre                                                            | —                                       |                                         | —                                       |                                         | [ N 4 ]                                 | —                                       | —                                       | —                                       |                                         | [ N 6 ]                                 | —                                       |                                         | —                                       | —                                       | —                                       |                                         |                                         | —                                       | —                                       | —                                       | —                                       | —                                       |                                         | —                                       |                                         | —                                       |                                         |
| Noël | 25 décembre                                                            |                                         |                                         |                                         |                                         |                                         |                                         |                                         |                                         |                                         |                                         |                                         |                                         |                                         |                                         |                                         |                                         |                                         |                                         |                                         |                                         |                                         |                                         |                                         |                                         |                                         |                                         |                                         |
| Lendemain de Noël / Saint-Etienne                                                                       | 26 décembre                                                            |                                         |                                         | —                                       |                                         | [ N 4 ]                                 |                                         |                                         | [ N 1 ]                                 |                                         |                                         | [ N 3 ]                                 |                                         |                                         |                                         |                                         |                                         |                                         |                                         | —                                       |                                         |                                         | —                                       |                                         |                                         |                                         |                                         |                                         |
| Veille du Jour de l’an                                                                                  | 31 décembre                                                            | —                                       | —                                       | —                                       | —                                       | —                                       | —                                       | —                                       | —                                       | —                                       | —                                       | —                                       | —                                       | —                                       | —                                       | —                                       |                                         | —                                       | —                                       | —                                       | —                                       | —                                       | —                                       | —                                       | —                                       | —                                       | —                                       |                                         |
| 1. 2. 3. 4. 5. 6.                                                                                       |                                                                        |                                         |                                         |                                         |                                         |                                         |                                         |                                         |                                         |                                         |                                         |                                         |                                         |                                         |                                         |                                         |                                         |                                         |                                         |                                         |                                         |                                         |                                         |                                         |                                         |                                         |                                         |                                         |

## Jours fériés dans les institutions européennes
Bien que l'Union européenne ne décide pas des jours fériés des États membres elle fixe les jours fériés des employés des institutions de l'Union européenne. Ces jours fériés sont fixés chaque année comme suit, :
| Date                                | Nom                                      |
| ----------------------------------- | ---------------------------------------- |
| 1er janvier                         | Jour de l'an                             |
| 2 janvier                           | Lendemain du jour de l'an                |
| (Jeudi précédant Pâques)            | Jeudi saint                              |
| (Avant-veille de Pâques)            | Vendredi saint                           |
| (Lendemain du dimanche de Pâques)   | Lundi de Pâques                          |
| 1er mai                             | Fête du Travail                          |
| 9 mai                               | Journée de l'Europe                      |
| (40e jour après Pâques)             | Jeudi de l'Ascension                     |
| (Lendemain du Jeudi de l'Ascension) | vendredi suivant le Jeudi de l'Ascension |
| (50e jour après Pâques)             | Lundi de Pentecôte                       |
| 15 août                             | Assomption                               |
| 1er novembre                        | Toussaint                                |
| 2 novembre                          | Jour des Morts                           |
| du 24 décembre au 31 inclus         | Derniers jours de l'année                |

La Journée de l'Europe est également fériée au Luxembourg et pour les membres de certaines représentations permanentes d’États membres de l'UE auprès de celle-ci (Belgique, etc.).

## Congés payés dans l'Union
Dans l'Union, les travailleurs ont droit à un minimum de 20 jours de congé par an, la moyenne, dans les États membres, étant de 23 jours. Onze pays ne vont pas au-delà du minimum : l'Allemagne, la Belgique, la Croatie, l’Italie, les Pays-Bas, le Royaume-Uni, l’Irlande, la République tchèque, la Lettonie, la Slovaquie, la Slovénie et la Bulgarie.
Les Estoniens et les Lituaniens sont en tête puisqu’ils ont droit à 28 jours de congés payés. Toutefois, en Estonie les 28 jours de congés se comptent en jours calendaires, ils doivent donc comprendre 4 samedis et 4 dimanches.
Au Royaume-Uni, les travailleurs ont droit à un minimum de 28 jours de congé par an, mais l'employeur peut inclure les jours fériés (8 par an) dans le compte de jours de congé.
| Nombre de jours de congés payés par État membre | Nombre de jours de congés payés par État membre | Nombre de jours de congés payés par État membre | Nombre de jours de congés payés par État membre | Nombre de jours de congés payés par État membre | Nombre de jours de congés payés par État membre | Nombre de jours de congés payés par État membre | Nombre de jours de congés payés par État membre | Nombre de jours de congés payés par État membre | Nombre de jours de congés payés par État membre | Nombre de jours de congés payés par État membre | Nombre de jours de congés payés par État membre | Nombre de jours de congés payés par État membre | Nombre de jours de congés payés par État membre | Nombre de jours de congés payés par État membre | Nombre de jours de congés payés par État membre | Nombre de jours de congés payés par État membre | Nombre de jours de congés payés par État membre | Nombre de jours de congés payés par État membre | Nombre de jours de congés payés par État membre | Nombre de jours de congés payés par État membre | Nombre de jours de congés payés par État membre | Nombre de jours de congés payés par État membre | Nombre de jours de congés payés par État membre | Nombre de jours de congés payés par État membre | Nombre de jours de congés payés par État membre | Nombre de jours de congés payés par État membre | Nombre de jours de congés payés par État membre |
| All.                                            | Aut.                                            | Bel.                                            | Bul.                                            | Chy.                                            | Cro.                                            | Dan.                                            | Esp.                                            | Est.                                            | Fin.                                            | Fra.                                            | Grè.                                            | Hon.                                            | Irl.                                            | Ital.                                           | Lett.                                           | Lit.                                            | Lux.                                            | Malt.                                           | P.-B.                                           | Pol.                                            | Por.                                            | Tch.                                            | Rou.                                            | R.-U.                                           | Slvq.                                           | Slvn.                                           | Suè.                                            |
| ----------------------------------------------- | ----------------------------------------------- | ----------------------------------------------- | ----------------------------------------------- | ----------------------------------------------- | ----------------------------------------------- | ----------------------------------------------- | ----------------------------------------------- | ----------------------------------------------- | ----------------------------------------------- | ----------------------------------------------- | ----------------------------------------------- | ----------------------------------------------- | ----------------------------------------------- | ----------------------------------------------- | ----------------------------------------------- | ----------------------------------------------- | ----------------------------------------------- | ----------------------------------------------- | ----------------------------------------------- | ----------------------------------------------- | ----------------------------------------------- | ----------------------------------------------- | ----------------------------------------------- | ----------------------------------------------- | ----------------------------------------------- | ----------------------------------------------- | ----------------------------------------------- |
| 20                                              | 25                                              | 20                                              | 20                                              | 20                                              | 20                                              | 25                                              | 22                                              | 28                                              | 25                                              | 25                                              | 25                                              | ~ 23                                            | 20                                              | 20                                              | 20                                              | 28                                              | 26                                              | 24                                              | 20                                              | 26                                              | 22                                              | 20                                              | 21                                              | 28                                              | 20                                              | 20                                              | 25                                              |
| 1. 2. 3. 4. 5. 6.                               |                                                 |                                                 |                                                 |                                                 |                                                 |                                                 |                                                 |                                                 |                                                 |                                                 |                                                 |                                                 |                                                 |                                                 |                                                 |                                                 |                                                 |                                                 |                                                 |                                                 |                                                 |                                                 |                                                 |                                                 |                                                 |                                                 |                                                 |

Dans la majorité des États membres, certains événements importants tels que le décès d'un proche, un mariage ou la naissance d'un enfant donnent droit à des congés supplémentaires.

## Cas du travail dominical
- arrêt de 1989
- arrêt du 28 février 1991, Union départementale des syndicats CGT de l’Aisne contre SIDEF Conforama, Société Arts, C-312/89

## Sources